# Oxidoreduktase
I biokemi er en oxidoreduktase (EC 1) et enzym, der katalyserer overførslen af elektroner fra ét molekyle (kaldet reduktant eller elektrondonor) til et andet (kaldet oxidant eller elektronacceptor).
En reaktion katalyseret af en oxidoreduktase er som følger:
A– + B → A + B–
I dette eksempel er A reduktanten og B oxidanten.
| Biokemi | Spire Denne biokemiartikel er en spire som bør udbygges. Du er velkommen til at hjælpe Wikipedia ved at udvide den. |